# 清水羊羹
清水羊羹（きよみずようかん）は、島根県安来市の銘菓・土産菓子。

## 概要
山陰の古刹、精進料理で知られる清水寺の門前で製造される羊羹で、安来市および島根県の土産菓子のひとつ。
838年（承和5年）に最後の遣唐使のひとりとして唐へ留学した円仁（慈覚大師）が、帰国後の847年（承和14年）に清水寺へ立ち寄った際に羊羹の話が伝わり、その後、鎌倉時代末期に清水寺より羊羹の製法を伝授されたという由来を持つ。
清水寺参詣との結びつきは強く、各製造業者の販売店舗は門前よりも清水寺境内に設けられた売店のほうがメインとなっている。

## 主な製造業者
- 深田豊隆堂 - 安来市清水町138
- 黒田千年堂 - 安来市清水町110-1
- 遠藤瑞泉堂 - 安来市清水町155
- 西村堂 - 安来市清水町49